# Sulmice
Sulmice – wieś w Polsce, położona w województwie lubelskim, w powiecie zamojskim, w gminie Skierbieszów.
| SIMC    | Nazwa             | Rodzaj    |
| ------- | ----------------- | --------- |
| 0898857 | Kąty              | część wsi |
| 0898863 | Łysiny            | część wsi |
| 0898870 | Pieczyska         | część wsi |
| 0898886 | Szynkarkowa Ulica | część wsi |
| 0898892 | Wygon             | część wsi |
| 0898900 | Zarudka           | część wsi |

W latach 1975–1998 miejscowość administracyjnie należała do województwa zamojskiego.
Wieś jest sołectwem w gminie Skierbieszów. Według Narodowego Spisu Powszechnego z roku 2011 wieś liczyła 283 mieszkańców.
Pierwsza wzmianka o wsi pochodzi z roku 1436, kiedy została ona wymieniona jako wchodząca w skład parafii skierbieszowskiej.
Wierni Kościoła rzymskokatolickiego należą do parafii Świętego Krzyża w Kalinówce.